# Macromia icterica
Macromia icterica – gatunek ważki z rodziny Macromiidae.